# آکسفورد، نوا اسکوشیا
آکسفورد (نوا اسکوشیا) (به انگلیسی: Oxford, Nova Scotia) یک شهرک در کانادا است که در شهرستان کامبرلند، نوا اسکوشیا واقع شده‌است.

## خصوصیات
آکسفورد ۱۰٫۷۶ کیلومترمربع مساحت و ۱٬۱۵۱ نفر جمعیت دارد.